# 孟进城
孟进城（1917年9月—2016年1月26日），四川省广元市苍溪县人，中华人民共和国政治人物、泉州市市长。

## 生平

### 战争时期
1933年7月参加乡苏维埃游击队，同年10月参加红四方面军第三十军，历任军部特务营战士、第二六四团勤务员、部队医院卫生员。1938年2月起历任延安抗大总校第四大队通信员、副班长、班长，总校第一大队中队学员，总校保卫部工作组组员。1938年6月加入中国共产党。1942年2月后历任河北省邢台县二区公安干事，太行六地委党校整风学习班学员，邢台县二区区委常委。1944年10月任邢西县公安局审讯股长、局长，县委委员。1946年6月任邢台县公安局副局长，县委委员。1947年12月，任邢台县委社会部长兼公安局长，组织部长、县委常委。1949年随中国人民解放军长江支队南下，任长江支队一大队中队组织部长。同年8月任仙游县委副书记兼组织部长，10月任安溪县委书记。

### 共和国时期
1952年6月，历任中共晋江地委组织部副部长、部长兼纪检会副书记、书记、地委常委。1954年11月任晋江地委副书记。1956年2月任福建省检察院副检察长、党组副书记。1956年1月后历任惠安县委书记，晋江地委副书记，专署专员、副书记，地区革委会副主任、省革委会委员。1970年5月下放三明市化机厂劳动。1971年8月，历任宁德地区革委会副主任。1976年10月，任中共宁德地委常委、地委副书记。1978年12月，任福建省委组织部副部长、省委纪检委筹备组副组长。1979年12月，任中共福建省委纪委副书记。1985年5月退休。
2016年1月26日，在福州逝世，享年100岁。